# 141-ша окрема механізована бригада (Україна)
141-ша окрема механізована бригада (141 ОМБр) — з'єднання Сухопутних військ Збройних сил України чисельністю у бригаду.
Бригада створена 2023 року як піхотна. На початку 2024 року воювала у Роботиному. Наприкінці 2024 року реорганізована на механізовану.

## Історія
15 лютого 2023 року на Рівненщині, в Острозі, була створена 141-ша окрема піхотна бригада.
У жовтні 2023 року військові проходили бойове злагодження на Львівщині.
На березень 2024 року бригада брала участь в обороні Роботиного. Вона налічувала 6 піхотних батальйонів.
На грудень 2024 року була реорганізована у механізовану бригаду.

## Структура
- 1-й механізований батальйон[6][7]
- 2-й механізований батальйон[8]
- 3-й механізований батальйон[9]
- 4-й механізований батальйон[10]
- 5-й механізований батальйон[11]
- 6-й механізований батальйон[12]
- батальйон безпілотних систем[13]
- самохідний артилерійський дивізіон[14]

## Командування
- 2023—2024: полковник Сергій Названов[15]
- на 2025: полковник Павло Гора[16].
- Серпень 2025 — Шевчук Богдан Володимирович.

## Символіка
Нарукавний знак 141 бригади затверджено 26 липня 2023 р. На емблемі бригади зображено золотого кентавра, що був на гербі Марії, княгині Ровенської (бл. 1450—1518), яка походила з роду князів Степанських (галузь литовського роду князів Гольшанських).
Окремі батальйони, що входять до складу бригади, уживають осібні нарукавні знаки, в горішніх частинах яких зображено фігуру кентавра, а в долішніх — індивідуальні сюжети для кожного підрозділу:
- Срібний хрест із потрійно розгалуженими кінцями, як на монетах великого князя Федора Любартовича (1384—1386) (1-й механізований батальйон; нарукавний знак затверджено 9 грудня 2023 р.)
- Три золотих перев'язи, як на історичному знамені Ужгорода (2-й механізований батальйон; нарукавний знак затверджено 18 листопада 2023 р.)
- Герб Пилява, що становив один із елементів історичного герба м. Станіславів (3-й механізований батальйон; нарукавний знак затверджено 18 листопада 2023 р.)
- Фігура лева, що крокує, якого карбовано на найдавніших печатках м. Львів від останньої третини ХІІІ століття (4-й механізований батальйон; нарукавний знак затверджено 18 листопада 2023 р.)
- Герб Леліва панів Тарновських, що його від XVI ст. уживало м. Тернопіль (5-й механізований батальйон; нарукавний знак затверджено 18 листопада 2023 р.)
- Фігура троянди, що її зображувано в гербі м. Чернівці у XVIII столітті (6-й механізований батальйон; нарукавний знак затверджено 18 листопада 2023 р.)[17]

## Втрати

### 2023
- 20 липня 2023 — Філічковський Роман Сергійович, солдат, стрілець-помічник гранатометника. Загинув поблизу населеного пункту Північне Донецької області.[18]
- 28 вересня 2023 — Герасимчук Іван Миколайович, водій 421-го окремого стрілецького батальйону. Загинув біля міста Часів Яр Бахмутського району Донеччини.[19]

### 2024
- 29 лютого 2024 — Рудик Дмитро («Грек»). 4.11.1981, м. Львів [20]
- 17 березня 2024 — Горлатий Андрій, солдат.[21]
- 4 квітня 2024 — Бурдак Олександр Вікторович («BUR»). 3 квітня 1988, 36 років, с. Седлище, Волинська область. Поранений 27 березня 2024 року на Запорізькому напрямку, помер у госпіталі.[22][23]
- 5 травня 2024 — Білик Антон («Кабал»). 25 років, с. Пастуше Тернопільської області. Загинув біля села Роботине.[24]
- 29 травня 2024 — Борсук Павло, 12.02.1989, м. Львів.[25]
- 29 травня 2024 — Бондаренко Андрій («Пророк»), 9.02.1980, м. Львів.[26]
- 10 червня 2024 — Гудзоватий Ігор («Бекс»), бойовий медик, молодший сержант. 15.07.1988, м. Івано-Франківськ.[27]

### 2025
- 2 березня 2025 — Дранчук Роман Анатолійович, солдат. 28 років, місто Стороженець, Чернівецької області. Помер від гострої серцевої недостатності.[28]
- 11 березня 2025 — капітан Костюкевич Юрій Петрович («Буг»), командир 2 механізованого батальйону.[29]
- 26 березня 2025 — Муравйов Олександр Юрійович, солдат, 10.12.1986. Загинув під час виконання бойового завдання поблизу населеного пункту Веселе Донецької області. [30]
- 28 березня 2025 — Матвєєв Костянтин Георгійович, сержант, 29.05.1970. Загинув під час виконання бойового завдання на Донеччині. [31]
- 22 квітня 2025 — Водовіз Анатолій Михайлович, водій-електрик відділення безпілотних авіаційних комплексів, солдат. 5.11.1986, с. Медведівці Тернопільської області. Загинув від важких множинних поранень, отриманих внаслідок ураження транспортного засобу FPV дроном, у Дніпровській лікарні. [32]
- 23 квітня 2025 — Колобейчук Віталій Іванович, солдат. 28.01.1980. Загинув при виконанні бойового завдання в районі населеного пункту Комар Волноваського району Донецької області. [33]
- 28 квітня 2025 — Глеба Михайло Іванович, механік-водій, старший сержант. 3.11.1967, с. Брід, Закарпатської області. Загинув поблизу населеного пункту Комар Донецької області.[34]
- 28 квітня 2025 — Романюк Вадим Васильович, молодший лейтенант. 6.08.1988, с. Дубівці, Чернівецької області. Загинув поблизу населеного пункту Веселе Донецької області. [35]
- 2 травня 2025 — Митошоп Костянтин. 23.09.1984, місто Світловодськ Кіровоградської області [36]
- 26 червня 2025 — Селівойленко Олег. 22 січня 1984, с. Вербовець Косівської громади. Оператор БПЛА. 2 червня 2025 отримав поранення, внаслідок якого помер у Військово-медичному клінічному центрі Центрального регіону у Вінниці [37]